# 鯨井江つ
鯨井 江つ（くじらい えつ、- 1992年3月30日）は、日本の理容師。

## 人物
東京府東京市神田生まれ。理容業は12歳で始めた。歌舞伎役者の髪結職人との間に娘久美子を儲ける。その後、夫の転勤に従い、名古屋に移住した。戦時中に夫とは死別し、1947年（昭和22年）に名古屋市中区大須において理容店を再開した。男性用パーマ技術を開発。赤外線ランプを利用した整髪技術などの開発などに努め、1950年（昭和25年）には全国利用競技会で優勝している。全国理容環境衛生同業組合の講師を長く務め、同名誉講師。全国に教え子が3万人を数える。理美容チェーン店を展開するクジライの会長。1992年（平成4年）3月30日午後10時20分、腎不全により名古屋市昭和区の聖霊病院において死去。81歳。4月1日、名古屋市東区東桜の妙泉寺において葬儀が営まれ、関係者・顧客など約700人が参列した。

## 著書
- 『整髪技学教本』[1]
- 『ウェーブ設計学』[1]